# East Seal Dog Island
La Isla Seal Dog Este (en inglés: East Seal Dog Island) es un islote deshabitado de las Islas Vírgenes Británicas en el Caribe. Se encuentra en un pequeño subgrupo de islas conocidas como las Islas del perro (Dog Islands), o más comúnmente, "Los Perros" ("The Dogs"). Los islotes en los perros incluyen Isla Seal Dog pequeña, Isla Dog oeste y la isla George Dog, todas las cuales están al noroeste de Virgen Gorda.